# 格拉斯布伦
格拉斯布伦（德語：Grasbrunn，發音：[ˈɡʁaːsbʁʊn]）是德国巴伐利亚州上巴伐利亚行政区慕尼黑县的市镇，面积26.39平方千米，2023年12月31日人口为6,813人。